# Tony Woodcock
Anthony Stewart "Tony" Woodcock, född 6 december 1955, är en engelsk före detta fotbollsspelare.

## Klubbkarriär
Tony Woodcock kom till Nottingham Forest 1973, men blev direkt utlånad till Lincoln City och Doncaster Rovers. Säsongen 1976/77 slog han sig in i Nottinghams A-lag och hjälpte klubben att avancera till Första Divisionen. 1978 vann Nottingham både ligan och ligacupen, Woodcock blev då utsedd till Årets unga fotbollsspelare i England. Nottingham vann även Europacupen 1979 samt försvarade sin titel i ligacupen då Woodcock även gjorde ett mål i finalen mot Southampton.
Woodcock lämnade Nottingham 1979 för spel i tyska FC Köln där han under tre säsonger gjorde 81 matcher och 28 mål. Efter VM 1982 återvände han till England för spel i Arsenal. Woodcock blev Arsenals bästa målskytt fyra år i rad. Säsongen 1983/84 gjorde han fem mål i en match mot Aston Villa, ett nytt klubbrekord. Efter totalt 68 mål på 169 matcher i Arsenal så återvände han 1986 till FC Köln. Han avslutade sedan sin karriär i Fortuna Köln 1990.

## Internationell karriär
Tony Woodcock gjorde sin debut för England 1978 i en match mot Nordirland. Han kom att göra 42 landskamper och 16 mål. Han deltog dessutom i två stora mästerskap; EM 1980 och VM 1982.

## Meriter

### Klubblag
Nottingham Forest
- Första Divisionen: 1978
- Engelska Ligacupen: 1978, 1979
- FA Charity Shield: 1978
- Europacupen: 1979
- Uefa Super Cup: 1979

### Personligt
- Årets unga fotbollsspelare i England: 1978